# Линьярес, Кассия
Ка́ссия Мари́я Оливе́йра Линья́рес (порт. Cássia Maria Oliveira Linhares; род. 24 ноября 1973, Нитерой, Рио-де-Жанейро, Бразилия) — бразильская актриса.

## Биография и карьера
Кассия Мария Оливейра Линьярес родилась 24 ноября 1973 года в Нитерои (штат Рио-де-Жанейро, Бразилия). С 8 лет Кассия устраивала дома спектакли. Её бабушка, Эда, исполняла роль «аудитории» для персонажей, которых Кассия узнавала в школе. На канале «Глобо» она принимала участие в различных программах, снималась в новеллах. В 2001 году сыграла в телесериале «Клон».

## Личная жизнь
С 17 марта 2006 года Кассия замужем за Ренато Буссье. У супругов есть дочь — Эдуарда Буссье (род. в декабре 2008) и сын — Антонио Буссье (род. в сентябре 2013).

## Избранная фильмография
| Год  |   | Русское название | Оригинальное название | Роль |
| ---- | - | ---------------- | --------------------- | ---- |
| 2001 | с | Клон             | O Clone               | Элба |